# WTA-toernooi van Linz
Het WTA-toernooi van Linz is een jaarlijks terugkerend tennistoernooi voor vrouwen dat wordt georganiseerd in de Oostenrijkse plaats Linz. De officiële naam van het toernooi was Generali Ladies Linz tot en met 2016, en met ingang van 2017 Upper Austria Ladies Linz.
De WTA organiseert het toernooi dat in de categorie "International" / WTA 250 valt en dat tot en met 2021 werd gespeeld op de hardcourt-binnenbanen van "TipsArena Linz", al sinds de eerste editie in 1991 met uitzondering van de jaren 2000–2002 toen het Design Center de plaats van handeling was.
Het toernooi is in 1991 opgericht door de Opper-Oostenrijker Peter-Michael Reichel. Samen met zijn dochter Sandra Reichel is hij sindsdien met hun bedrijf MatchMaker Event GmbH verantwoordelijk voor het organiseren van dit toernooi in hun geboortedeelstaat.

## Geschiedenis
Gedurende de eerste acht edities (1991–1998) vond het toernooi steeds in de maand februari plaats. Nadat het 23 jaar lang (1999–2021) in de herfst was uitgerold, werd in 2023 terug naar februari gesprongen, na overslaan van een seizoen in 2022. Tegelijkertijd werd overgeschakeld naar de eerder gebruikte locatie in het Design Center. In 2024 werd het toernooi opgewaardeerd naar categorie WTA 500.

## Officiële toernooinamen
Het toernooi heeft meerdere namen gekend, afhankelijk van de hoofdsponsor:
- 1991: Austrian Tennis Grand Prix
- 1992–1993: International Austrian Indoor Championships
- 1994–1997: EA-Generali (Ladies) (Austrian Open)
- 1998: Generali Ladies Tennis Grand Prix
- 1999–2000: Generali Open
- 2001–2016: Generali Ladies Linz
- 2017–heden: Upper Austria Ladies Linz

## Meervoudig winnaressen enkelspel
| speelster         | aantal titels | in de jaren |
| ----------------- | ------------- | ----------- |
| Manuela Maleeva   | 2             | 1991, 1993  |
| Sabine Appelmans  | 2             | 1994, 1996  |
| Jana Novotná      | 2             | 1995, 1998  |
| Lindsay Davenport | 2             | 2000, 2001  |
| Ana Ivanović      | 2             | 2008, 2010  |

## Enkel- en dubbelspeltitel in één jaar
| speelster       | in het jaar |
| --------------- | ----------- |
| Manuela Maleeva | 1991        |
| Ai Sugiyama     | 2003        |

## Finales

### Enkelspel
| Datum      | Naam                          | Cat.          | ($)           | Ondergrond        | Winnares                    | Verliezend finaliste    | Uitslag        |               |
| ---------- | ----------------------------- | ------------- | ------------- | ----------------- | --------------------------- | ----------------------- | -------------- | ------------- |
| 1991-02-11 | Austrian Tennis Grand Prix    | Tier V        | 100.000       | tapijt, binnen    | Manuela Maleeva             | Petra Langrová          | 6-4, 7-6       | details       |
| 1992-02-10 | Int'l Austrian Indoor Champ’s | Tier V        | 100.000       | tapijt, binnen    | Natalia Medvedeva           | Pascale Paradis         | 6-4, 6-2       | details       |
| 1993-02-22 | Int'l Austrian Indoor Champ’s | Tier III      | 150.000       | tapijt, binnen    | Manuela Maleeva             | Conchita Martínez       | 6-2, 1-0, opg. | details       |
| 1994-02-07 | EA-Generali Ladies            | Tier III      | 150.000       | tapijt, binnen    | Sabine Appelmans            | Meike Babel             | 6-1, 4-6, 7-6  | details       |
| 1995-02-20 | EA-Generali Ladies            | Tier III      | 161.250       | tapijt, binnen    | Jana Novotná                | Barbara Rittner         | 6-7, 6-3, 6-4  | details       |
| 1996-02-26 | EA-Generali                   | Tier III      | 164.250       | tapijt, binnen    | Sabine Appelmans            | Julie Halard            | 6-2, 6-4       | details       |
| 1997-02-03 | EA-Generali Austrian Open     | Tier III      | 164.250       | tapijt, binnen    | Chanda Rubin                | Karina Habšudová        | 6-4, 6-2       | details       |
| 1998-02-23 | Generali Ladies Tennis GP     | Tier II       | 450.000       | tapijt, binnen    | Jana Novotná                | Dominique Monami        | 6-1, 7-6       | details       |
| 1999-10-25 | Generali Open                 | Tier II       | 520.000       | tapijt, binnen    | Mary Pierce                 | Sandrine Testud         | 7-6, 6-1       | details       |
| 2000-10-17 | Generali Open                 | Tier II       | 535.000       | tapijt, binnen    | Lindsay Davenport           | Venus Williams          | 6-4, 3-6, 6-2  | details       |
| 2001-10-22 | Generali Ladies               | Tier II       | 565.000       | tapijt, binnen    | Lindsay Davenport           | Jelena Dokić            | 6-4, 6-1       | details       |
| 2002-10-21 | Generali Ladies               | Tier II       | 585.000       | tapijt, binnen    | Justine Henin               | Alexandra Stevenson     | 6-3, 6-0       | details       |
| 2003-10-20 | Generali Ladies               | Tier II       | 585.000       | hardcourt, binnen | Ai Sugiyama                 | Nadja Petrova           | 7-5, 6-4       | details       |
| 2004-10-25 | Generali Ladies               | Tier II       | 585.000       | hardcourt, binnen | Amélie Mauresmo             | Jelena Bovina           | 6-2, 6-0       | details       |
| 2005-10-24 | Generali Ladies Linz          | Tier II       | 585.000       | hardcourt, binnen | Nadja Petrova               | Patty Schnyder          | 4-6, 6-3, 6-1  | details       |
| 2006-10-23 | Generali Ladies Linz          | Tier II       | 600.000       | hardcourt, binnen | Maria Sjarapova             | Nadja Petrova           | 7-5, 6-2       | details       |
| 2007-10-22 | Generali Ladies Linz          | Tier II       | 600.000       | hardcourt, binnen | Daniela Hantuchová          | Patty Schnyder          | 6-4, 6-2       | details       |
| 2008-10-20 | Generali Ladies Linz          | Tier II       | 600.000       | hardcourt, binnen | Ana Ivanović                | Vera Zvonarjova         | 6-2, 6-1       | details       |
| 2009-10-12 | Generali Ladies Linz          | Intern'l      | 220.000       | hardcourt, binnen | Yanina Wickmayer            | Petra Kvitová           | 6-3, 6-4       | details       |
| 2010-10-11 | Generali Ladies Linz          | Intern'l      | 220.000       | hardcourt, binnen | Ana Ivanović                | Patty Schnyder          | 6-1, 6-2       | details       |
| 2011-10-10 | Generali Ladies Linz          | Intern'l      | 220.000       | hardcourt, binnen | Petra Kvitová               | Dominika Cibulková      | 6-4, 6-1       | details       |
| 2012-10-08 | Generali Ladies Linz          | Intern'l      | 220.000       | hardcourt, binnen | Viktoryja Azarenka          | Julia Görges            | 6-3, 6-4       | details       |
| 2013-10-07 | Generali Ladies Linz          | Intern'l      | 235.000       | hardcourt, binnen | Angelique Kerber            | Ana Ivanović            | 6-4, 7-6       | details       |
| 2014-10-06 | Generali Ladies Linz          | Intern'l      | 250.000       | hardcourt, binnen | Karolína Plíšková           | Camila Giorgi           | 6-7, 6-3, 7-6  | details       |
| 2015-10-12 | Generali Ladies Linz          | Intern'l      | 250.000       | hardcourt, binnen | Anastasija Pavljoetsjenkova | Anna-Lena Friedsam      | 6-4, 6-3       | details       |
| 2016-10-10 | Generali Ladies Linz          | Intern'l      | 250.000       | hardcourt, binnen | Dominika Cibulková          | Viktorija Golubic       | 6-3, 7-5       | details       |
| 2017-10-09 | Upper Austria Ladies Linz     | Intern'l      | 250.000       | hardcourt, binnen | Barbora Strýcová            | Magdaléna Rybáriková    | 6-4, 6-1       | details       |
| 2018-10-08 | Upper Austria Ladies Linz     | Intern'l      | 250.000       | hardcourt, binnen | Camila Giorgi               | Jekaterina Aleksandrova | 6-3, 6-1       | details       |
| 2019-10-07 | Upper Austria Ladies Linz     | Intern'l      | 250.000       | hardcourt, binnen | Cori Gauff                  | Jeļena Ostapenko        | 6-3, 1-6, 6-2  | details       |
| 2020-11-09 | Upper Austria Ladies Linz     | Intern'l      | 225.500       | hardcourt, binnen | Aryna Sabalenka             | Elise Mertens           | 7-5, 6-2       | details       |
| 2021-11-07 | Upper Austria Ladies Linz     | WTA 250       | 235.238       | hardcourt, binnen | Alison Riske                | Jaqueline Cristian      | 2-6, 6-2, 7-5  | details       |
| 2022       | geen toernooi                 | geen toernooi | geen toernooi | geen toernooi     | geen toernooi               | geen toernooi           | geen toernooi  | geen toernooi |
| 2023-02-06 | Upper Austria Ladies Linz     | WTA 250       | 259.303       | hardcourt, binnen | Anastasija Potapova         | Petra Martić            | 6-3, 6-1       | details       |
| 2024-01-29 | Upper Austria Ladies Linz     | WTA 500       | 922.573       | hardcourt, binnen | Jeļena Ostapenko            | Jekaterina Aleksandrova | 6-2, 6-3       | details       |
| 2025-01-27 | Upper Austria Ladies Linz     | WTA 500       | 1.064.510     | hardcourt, binnen | Jekaterina Aleksandrova     | Dajana Jastremska       | 6-2, 3-6, 7-5  | details       |

### Dubbelspel
| Datum      | Naam                          | Cat.          | ($)           | Ondergrond        | Winnaressen                            | Verliezend finalistes                | Uitslag           |               |
| ---------- | ----------------------------- | ------------- | ------------- | ----------------- | -------------------------------------- | ------------------------------------ | ----------------- | ------------- |
| 1991-02-11 | Austrian Tennis Grand Prix    | Tier V        | 100.000       | tapijt, binnen    | Manuela Maleeva Raffaella Reggi        | Petra Langrová Radomira Zrubáková    | 6-4, 1-6, 6-3     | details       |
| 1992-02-10 | Int'l Austrian Indoor Champ’s | Tier V        | 100.000       | tapijt, binnen    | Monique Kiene Miriam Oremans           | Claudia Porwik Raffaella Reggi       | 6-4, 6-2          | details       |
| 1993-02-22 | Int'l Austrian Indoor Champ’s | Tier III      | 150.000       | tapijt, binnen    | Jevgenia Manjoekova Leila Meschi       | Conchita Martínez Judith Wiesner     | walk-over         | details       |
| 1994-02-07 | EA-Generali Ladies            | Tier III      | 150.000       | tapijt, binnen    | Jevgenia Manjoekova Leila Meschi       | Åsa Carlsson Caroline Schneider      | 6-2, 6-2          | details       |
| 1995-02-20 | EA-Generali Open              | Tier III      | 161.250       | tapijt, binnen    | Meredith McGrath Nathalie Tauziat      | Iva Majoli Petra Schwarz             | 6-1, 6-2          | details       |
| 1996-02-26 | EA-Generali                   | Tier III      | 164.250       | tapijt, binnen    | Manon Bollegraf Meredith McGrath       | Rennae Stubbs Helena Suková          | 6-4, 6-4          | details       |
| 1997-02-03 | EA-Generali Austrian Open     | Tier III      | 164.250       | tapijt, binnen    | Alexandra Fusai Nathalie Tauziat       | Eva Melicharová Helena Vildová       | 4-6, 6-3, 6-1     | details       |
| 1998-02-23 | Generali Ladies Tennis GP     | Tier II       | 450.000       | tapijt, binnen    | Alexandra Fusai Nathalie Tauziat       | Anna Koernikova Larisa Neiland       | 6-3, 3-6, 6-4     | details       |
| 1999-10-25 | Generali Open                 | Tier II       | 520.000       | tapijt, binnen    | Irina Spîrlea Caroline Vis             | Tina Križan Larisa Neiland           | 6-4, 6-3          | details       |
| 2000-10-17 | Generali Open                 | Tier II       | 535.000       | tapijt, binnen    | Amélie Mauresmo Chanda Rubin           | Ai Sugiyama Nathalie Tauziat         | 6-4, 6-4          | details       |
| 2001-10-22 | Generali Ladies               | Tier II       | 565.000       | tapijt, binnen    | Jelena Dokić Nadja Petrova             | Els Callens Chanda Rubin             | 6-1, 6-4          | details       |
| 2002-10-21 | Generali Ladies               | Tier II       | 585.000       | tapijt, binnen    | Jelena Dokić Nadja Petrova             | Rika Fujiwara Ai Sugiyama            | 6-3, 6-2          | details       |
| 2003-10-20 | Generali Ladies               | Tier II       | 585.000       | hardcourt, binnen | Liezel Huber Ai Sugiyama               | Marion Bartoli Silvia Farina-Elia    | 6-1, 7-6          | details       |
| 2004-10-25 | Generali Ladies               | Tier II       | 585.000       | hardcourt, binnen | Janette Husárová Jelena Lichovtseva    | Nathalie Dechy Patty Schnyder        | 6-2, 7-5          | details       |
| 2005-10-24 | Generali Ladies Linz          | Tier II       | 585.000       | hardcourt, binnen | Gisela Dulko Květa Peschke             | Conchita Martínez V Ruano Pascual    | 6-2, 6-3          | details       |
| 2006-10-23 | Generali Ladies Linz          | Tier II       | 600.000       | hardcourt, binnen | Lisa Raymond Samantha Stosur           | Corina Morariu Katarina Srebotnik    | 6-3, 6-0          | details       |
| 2007-10-22 | Generali Ladies Linz          | Tier II       | 600.000       | hardcourt, binnen | Cara Black Liezel Huber                | Katarina Srebotnik Ai Sugiyama       | 6-2, 3-6, [10-8]  | details       |
| 2008-10-20 | Generali Ladies Linz          | Tier II       | 600.000       | hardcourt, binnen | Katarina Srebotnik Ai Sugiyama         | Cara Black Liezel Huber              | 6-4, 7-5          | details       |
| 2009-10-12 | Generali Ladies Linz          | International | 220.000       | hardcourt, binnen | Anna-Lena Grönefeld Katarina Srebotnik | Klaudia Jans Alicja Rosolska         | 6-1, 6-4          | details       |
| 2010-10-11 | Generali Ladies Linz          | International | 220.000       | hardcourt, binnen | Renata Voráčová B Záhlavová-Strýcová   | Květa Peschke Katarina Srebotnik     | 7-5, 7-6          | details       |
| 2011-10-10 | Generali Ladies Linz          | International | 220.000       | hardcourt, binnen | Marina Erakovic Jelena Vesnina         | Julia Görges Anna-Lena Grönefeld     | 7-5, 6-1          | details       |
| 2012-10-08 | Generali Ladies Linz          | International | 220.000       | hardcourt, binnen | Anna-Lena Grönefeld Květa Peschke      | Julia Görges B Záhlavová-Strýcová    | 6-3, 6-4          | details       |
| 2013-10-07 | Generali Ladies Linz          | International | 235.000       | hardcourt, binnen | Karolína Plíšková Kristýna Plíšková    | Gabriela Dabrowski Alicja Rosolska   | 7-6, 6-4          | details       |
| 2014-10-06 | Generali Ladies Linz          | International | 250.000       | hardcourt, binnen | Raluca Olaru Anna Tatishvili           | Annika Beck Caroline Garcia          | 6-2, 6-1          | details       |
| 2015-10-12 | Generali Ladies Linz          | International | 250.000       | hardcourt, binnen | Raquel Kops-Jones Abigail Spears       | Andrea Hlaváčková Lucie Hradecká     | 6-3, 7-5          | details       |
| 2016-10-10 | Generali Ladies Linz          | International | 250.000       | hardcourt, binnen | Kiki Bertens Johanna Larsson           | Anna-Lena Grönefeld Květa Peschke    | 4-6, 6-2, [10-7]  | details       |
| 2017-10-09 | Upper Austria Ladies Linz     | International | 250.000       | hardcourt, binnen | Kiki Bertens Johanna Larsson           | Natela Dzalamidze Xenia Knoll        | 3-6, 6-3, [10-4]  | details       |
| 2018-10-08 | Upper Austria Ladies Linz     | International | 250.000       | hardcourt, binnen | Kirsten Flipkens Johanna Larsson       | Raquel Atawo Anna-Lena Grönefeld     | 4-6, 6-4, [10-5]  | details       |
| 2019-10-07 | Upper Austria Ladies Linz     | International | 250.000       | hardcourt, binnen | Barbora Krejčíková Kateřina Siniaková  | Barbara Haas Xenia Knoll             | 6-4, 6-3          | details       |
| 2020-11-09 | Upper Austria Ladies Linz     | International | 225.500       | hardcourt, binnen | Arantxa Rus Tamara Zidanšek            | Lucie Hradecká Kateřina Siniaková    | 6-3, 6-4          | details       |
| 2021-11-07 | Upper Austria Ladies Linz     | WTA 250       | 235.238       | hardcourt, binnen | Natela Dzalamidze Kamilla Rachimova    | Wang Xinyu Zheng Saisai              | 6-4, 6-2          | details       |
| 2022       | geen toernooi                 | geen toernooi | geen toernooi | geen toernooi     | geen toernooi                          | geen toernooi                        | geen toernooi     | geen toernooi |
| 2023-02-06 | Upper Austria Ladies Linz     | WTA 250       | 259.303       | hardcourt, binnen | Natela Dzalamidze Viktória Kužmová     | Anna-Lena Friedsam Nadija Kitsjenok  | 4-6, 7-5, [12-10] | details       |
| 2024-01-29 | Upper Austria Ladies Linz     | WTA 500       | 922.573       | hardcourt, binnen | Sara Errani Jasmine Paolini            | Nicole Melichar-Martinez Ellen Perez | 7-5, 4-6, [10-7]  | details       |
| 2025-01-27 | Upper Austria Ladies Linz     | WTA 500       | 1.064.510     | hardcourt, binnen | Tímea Babos Luisa Stefani              | Ljoedmyla Kitsjenok Nadija Kitsjenok | 3-6, 7-5, [10-4]  | details       |